# ANA Inspiration

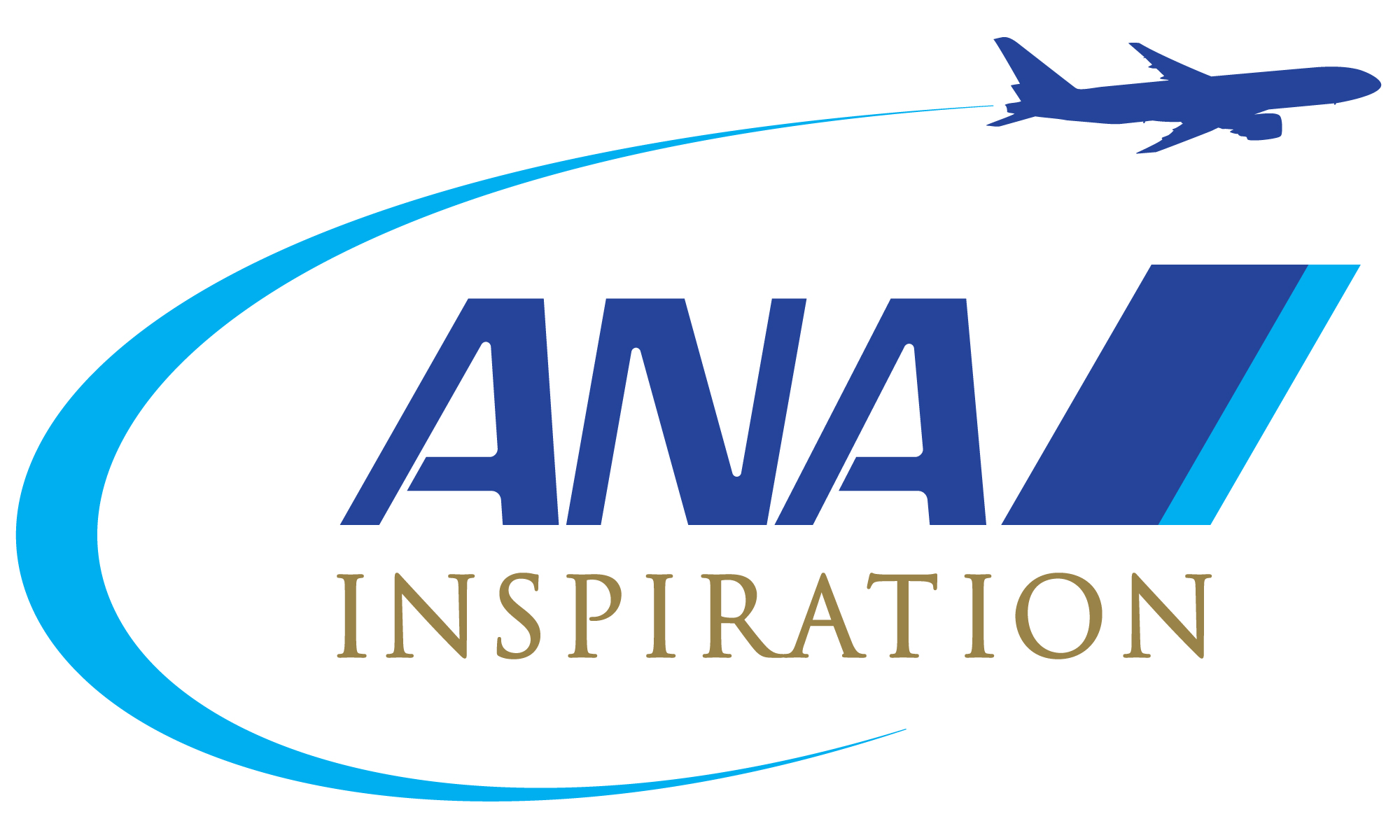
Logo ANA Inspiration.

ANA Inspiration (do roku 2014 pod jménem Kraft Nabisco Championship) je jeden z pěti hlavních (major) golfových turnajů ženského okruhu LPGA Tour. Byl založen v roce 1972, od roku 1983 je zařazený do kategorie major. Koná se každý rok na přelomu března a dubna v Mission Hills Country Club v Rancho Mirage v Kalifornii. Celková dotace turnaje je 2 miliony USD.
Během let turnaj měnil svůj název:
- 1972–1981: Colgate Dinah Shore
- 1982–1999: Nabisco Dinah Shore
- 2000–2001: Nabisco Championship
- 2002–2014: Kraft Nabisco Championship
- 2015–současnost: ANA Inspiration

V roce 1988 vítězka turnaje Amy Alcottová oslavila své prvenství koupelí ve vodní nádrži u 18. greenu. V roce 1991 své vítězství i skok do vody zopakovala, a od roku 1994 se toto stalo tradicí a každá vítězka turnaje slaví skokem do jezírka. V ženském golfu se to stalo podobnou tradicí jako oblékání zeleného saka pro vítěze turnaje mužů Masters v Augustě.